# Cardiology
Cardiology är det femte studioalbumet av poppunkbandet Good Charlotte. Det släpptes den 2 november 2010 genom Capitol Records.

## Track listing
| Nr  | Titel                                   | Text                                           | Musik                         | Längd |
| --- | --------------------------------------- | ---------------------------------------------- | ----------------------------- | ----- |
| 1.  | Introduction to Cardiology              | Benji Madden                                   | B. Madden                     | 0:47  |
| 2.  | Let the Music Play                      | B. Madden, Joel Madden, Don Gilmore            | B. Madden                     | 4:12  |
| 3.  | Counting the Days                       | B. Madden, J. Madden                           | B. Madden, John Feldmann      | 2:51  |
| 4.  | Silver Screen Romance                   | B. Madden, J. Madden, Gilmore                  | B. Madden                     | 3:10  |
| 5.  | Like It's Her Birthday                  | B. Madden, J. Madden, Gilmore                  | B. Madden                     | 3:30  |
| 6.  | Last Night                              | B. Madden, J. Madden, Gilmore                  | B. Madden, Gilmore            | 3:40  |
| 7.  | Sex On the Radio                        | B. Madden, J. Madden, Sam Hollander, Dave Katz | B. Madden                     | 3:16  |
| 8.  | Alive                                   | B. Madden, J. Madden, Gilmore                  | B. Madden                     | 3:14  |
| 9.  | Standing Ovation                        | B. Madden, J. Madden, Feldmann                 | B. Madden, Feldmann           | 3:39  |
| 10. | Harlow's Song (Can't Dream Without You) | J. Madden, B. Madden, Luke Walker              | J. Madden                     | 3:34  |
| 11. | Interlude: The Fifth Chamber            |                                                | B. Madden, J. Madden, Gilmore | 1:29  |
| 12. | 1979                                    | B. Madden, J. Madden                           | B. Madden, Matt Squire        | 2:59  |
| 13. | There She Goes                          | B. Madden, J. Madden, Noel Fisher              | B. Madden, Fisher             | 3:22  |
| 14. | Right Where I Belong                    | B. Madden, J. Madden                           | B. Madden, Squire             | 3:52  |
| 15. | Cardiology                              | B. Madden, J. Madden, Walker                   | B. Madden                     | 2:56  |